# Rosa sinobiflora
Rosa sinobiflora là loài thực vật có hoa trong họ Hoa hồng. Loài này được T.C. Ku mô tả khoa học đầu tiên năm 2003.